# Ekom21
Die ekom21 – KGRZ Hessen, kurz: ekom21, ist das größte kommunale IT-Dienstleistungsunternehmen in Hessen und zählt zu den drei größten BSI-zertifizierten kommunalen IT-Dienstleistungsunternehmen in Deutschland. Sitz der ekom21 ist Gießen, weitere Geschäftsstellen befinden sich in Darmstadt und Kassel. Rund 733 Mitarbeiterinnen und Mitarbeiter werden an diesen Standorten beschäftigt.

## Unternehmen
Als Komplettanbieter mit hauseigenem Rechenzentrum liefert ekom21 mit 50 Fachverfahren Softwarelösungen und Dienstleistungen für alle Kernbereiche von Kommunalverwaltungen. Haupttätigkeitsfeld ist neben der Softwareentwicklung der Betrieb von kommunalen Fachverfahren und Datenbanken. Sie hat die Rechtsform einer Körperschaft des öffentlichen Rechts mit GmbH-Tochterunternehmen. Zu den mehr als 500 hessischen Kommunen und Kreisen sowie der Landesverwaltung und weiteren Kunden bundesweit gehören rund 29.000 Endanwender aus Kommunalverwaltungen und anderen öffentlichen Einrichtungen, wie zum Beispiel Landkreise, Städte, Gemeinden, kommunale Eigenbetriebe, Zweckverbände, Anstalten, Krankenhäuser und Heime. Im staatlichen Bereich betreut die ekom21 zahlreiche Landesverbände, Ministerien und Regierungspräsidien.

## Gründung
Die Vorstellung des Großen Hessenplans, mit dem der damalige Finanzminister Albert Osswald 1970 die flächendeckende Einführung der elektronischen Datenverarbeitung (damals noch mit Lochkarten) in allen hessischen Kommunen einläutete, war die Geburtsstunde der heutigen ekom21 – KGRZ Hessen. KGRZ steht für Kommunales Gebietsrechenzentrum. 1976 wurden in Frankfurt am Main, Darmstadt, Gießen, Kassel und Wiesbaden fünf Rechenzentren aufgebaut, während beispielsweise in Nordrhein-Westfalen viele kleine Rechenzentren entstanden. 1996 haben sich jene in Frankfurt, Gießen und Darmstadt zur Kommunalen Informationsverarbeitung in Hessen (KIV) zusammengeschlossen, später meldete Wiesbaden Insolvenz an. Im Jahre 2001 kam die ekom21 GmbH als Tochtergesellschaft dazu und 2008 fusionierte die KIV mit dem damaligen KGRZ Kassel zur heutigen ekom21, dem einzigen hessischen IT-Dienstleister im kommunalen Raum und größten in Deutschland. Der Name ekom21 steht für elektronische Kommunikation und für Kommunen sowie für das 21. Jahrhundert. Von 1999 bis 2005 leitete der spätere Oberbürgermeister von Kassel, Bertram Hilgen, das Unternehmen.

## Standorte, Mitarbeiter, Organisation
In dem Unternehmen mit Sitz in Gießen, Carlo-Mierendorff-Straße 11, und den Standorten in Darmstadt und Kassel beträgt die Anzahl der aktiv Beschäftigten 733 Mitarbeiterinnen und Mitarbeiter, davon im Mutterunternehmen ekom21 – KGRZ Hessen 697 und in der ekom21 GmbH 36 (12/2022). Die Organisation der ekom21 – KGRZ Hessen gliedert sich wie folgt:
- Geschäftsführung
  - Matthias Drexelius, seit Oktober 2021 Geschäftsführer
  - Björn Brede, seit 1. April 2022 Geschäftsführer
  - Martin Kuban, seit Juli 2022 Geschäftsführer, zuvor Geschäftsführer von Softplan Slovakia, einem Tochterunternehmen der ekom21.
- Stab LA Geschäftsführung mit den Aufgaben der Koordination der strategischen Unternehmensplanung und -steuerung, Unterstützung der Leitungsstellen bei der Erfüllung ihrer Aufgaben, Sonderaufgaben im Auftrag der Geschäftsleitung, Sekretariate, Verwaltung.
- Stab LB Strategische Geschäftsfeldentwicklung
- Zentrale Dienste mit den Fachbereichen Verwaltung, Finanzwirtschaft, Personalwirtschaft, Zentrales Auftragsmanagement, Recht & Verträge.
- KPM Finanz- und Rechnungswesen mit den Fachbereichen Stab/Controlling, Support, Doppik, Consulting, Support Steuern & Abgaben, Produktmanagement, Technik.
- Stab LC IT-Sicherheit – operativer Datenschutz
- Stab LD Innenrevision / Compliance mit der Aufgabenstellung der Innenrevision, Unterstützung der Leitungsstellen durch Prüfungs- und Beratungsleistungen, Anti-Korruptionsbeauftragte, Überwachung der Einhaltung bestehender Gesetze, Verordnungen und eingegangener Verträge (Compliance), Risikomanagement der ekom21 sowie ihrer Beteiligungen.
- Unternehmensbereich Digitalisierung: Competence Center (Plattform civento / Produkt- und Anforderungsmanagement), eAkte, Digitalisierung Kommunen, EfA („Einer für Alle“), Digitalisierung Bund / Land, Service Center (Support & Bereitstellung / Ausbildung & Schulung), OZG.
- Unternehmensbereich KommunalIT-Operations: Produktion, Print-Services, IT-Services, Interne IT-Services, Command Center, IT-Sicherheit, IT-Produkte.
- Unternehmensbereich Kunden- und Produktmanagement: Fachbereiche, Kundenservice, Personalwesen, Einwohnerwesen, Wahlen, Öffentliche Sicherheit & Ordnung, Agentursoftware, Sozialwesen, eGovernment/Dokumentenmanagement.
- Unternehmensbereich Vertrieb / Marketing / Consulting für den Vertrieb, Marketing und Consulting.
- Stab LPM Projektmanagement: Kompetenzcenter für Projektmanagement, Bereitstellung und Weiterentwicklung von Standards und Services im Bereich Projektmanagement, operative und strategische Unterstützung des ekom21-Projektgeschäftes.
- Softwareentwicklung mit den Fachbereichen Qualitätssicherung, Lösungen, Services und Softwareentwicklung.[1]

## Beteiligungen, Tochter
ekom21 – KGRZ unterhält Beteiligungen mit 45,16 % bei KIV Thüringen GmbH, 14,28 % bei KOP-IT eG, 2,32 % bei ProVitako eG und 4,55 % bei govdigital eG. Die ekom21 GmbH ist eine 100%ige Tochterfirma der ekom 21 – KGRZ ist unmittelbar beteiligt an den Unternehmen: mit 74,00 % bei Softplan Informatik GmbH, 60,00 % bei Lorenz Orga-Systeme GmbH, 25,00 % bei saascom GmbH, 25,00 % bei govIT GmbH, 10,00 % bei eOpinio GmbH und 1,00 % vote IT GmbH.

## Meldeamts-Software emeld21
Die Erfassung und Verwaltung von Einwohnermeldedaten gehören zu den ursprünglichen Aufgaben der Kommunalen Gebietsrechenzentren. Die Anwendung emeld21 wird von 382 hessischen Kommunen eingesetzt und kommt als zentrale Daten- und Informationsdrehscheibe des Bürgerinformationssystems mit der automatisierten Vorgangsbearbeitung im Meldewesen von der Ernährungssicherstellung bis zu Wahlvorbereitung zum Einsatz. Es gibt verschiedene Möglichkeiten der Anbindung von Drittsystemen an die Daten der Melde,- Pass- und Einwohnerbehörden. Mit der Software stehen folgende Module zur Verfügung:
- emeld21-eAkte für eine digitale Verfügbarkeit der Dokumente aus der Sachbearbeitung eines Bürgerbüros, wie Druckausgaben und Formulare des Melde- und Passwesens sowie alle relevanten Druckausgaben im Rahmen der Wahl-Bearbeitung. Meldeämter greifen verschlüsselt auf die emeld21-eAkte im Rechenzentrum der ekom21 zu. Die Dokumente liegen auf WORM-Medien und werden bis zur gesetzlichen Frist archiviert. Externe Dokumente können in die eAkte importiert oder mittels Scanner erfasst werden.
- ema21-Behördenauskunft für automatisierte Datenabrufe von berechtigten öffentlichen Stellen bei kommunalen Melderegister. In Hessen werden mehrere hunderttausend dieser Anfragen pro Jahr bearbeitet, teilweise in schriftlicher Form und postalischem, Versand zwischen zuständiger Meldebehörde und anfragender Behörde. Das Bundesmeldegesetz erlaubt in § 38 unter bestimmten Bedingungen den automatisierten Abruf der Daten.
- ePR21 plus für die Registerführung in Standesämtern.
- Mit der Anwendung emeld21-Bürgermonitor können Bürger den Fortschritt der Eingaben im Fachverfahren verfolgen, Druckausgaben kontrollieren und Daten selbstständig digital prüfen. Der Bürgermonitor stellt auch die digitale Erfassung von Unterschriften zur Verfügung, die papierlos digital erfasst und in der emeld21-eAkte abgelegt werden.
- civex-m für automatisierte deutschlandweite Melderegisterauskünfte als webbasiertes Portal der ekom21 nach § 49 (3) Bundesmeldegesetz für privatwirtschaftliche Kunden.
- emeld21.geo ist eine Schnittstelle zur komfortablen Datenübermittlung an geographische Informationssysteme. Kommunen und Kreise können mit dieser Schnittstelle das Fachverfahren Ingrada mit den relevanten Daten der Melderegister befüllen und beispielsweise Flurstücke graphisch in einer Weboberfläche darstellen. Ingrada bietet in Kombination mit den emeld21.geo Daten die Möglichkeit, statistische Daten darstellen und bewerten zu können.
- emeld21-pass21 zur Ausfertigung des neuen Personalausweises. Der Personalausweis ist eine Multifunktionskarte im Scheckkartenformat mit kontaktlosem Chip und neuen Funktionen wie eID, elektronischer Signatur oder hoheitlicher Biometriefunktion. Das bringt neue Aufgaben bei Beantragung, Änderungen und Sperrung des Personalausweises mit sich.
- Mit der emeld21-Pass-Statusabfrage können Bürger über das Internet online den aktuellen Bearbeitungsstatus ihrer Ausweisdokumente abfragen.
- emeld21|OLAV ist ein Zusatzmodul zum Fachverfahren emeld21. Es bietet eine Vielzahl an Online-Vorgängen aus dem Melde- und Pass-/Personalausweisrecht.
- emeld21-Wahlen erstellt automatisiert zum Stichtag vor einer Wahl ein Wählerverzeichnis aus dem Melderegister. Alle Daten werden in einer Datenbank zentral im Rechenzentrum der ekom21 verarbeitet und ständig aktualisiert. Nach Druck und Versand der Wahlbenachrichtigungen werden die Wahlscheinanträge bearbeitet und Wahlscheine vom Modul erstellt.
- Mit dem Modul Online-Wahlscheinantrag (OLIWA) können die Bürger papierlos die Beantragung des Wahlscheins im Internet vornehmen – dies entlastet die Kommune bei der Ausfertigung von Unterlagen für Briefwähler. Bei Nutzung des Online-Wahlscheinantrags wird ein QR-Code auf die Wahlbenachrichtigung gedruckt.
- epay21 ist eine Plattform für ePayment in der öffentlichen Verwaltung, die aus drei Modulen besteht: epay21.Service ist die Schnittstelle zwischen Fachverfahren und den unterschiedlichen Payment-Service-Providern. epay21.Accounting gewährleistet die automatisierte Verarbeitung von Zahlungsdateien. Hier werden zum Beispiel Sammelüberweisungen in Einzelposten gegliedert und die Zahlungsinformationen für Fachverfahren und Finanzsysteme bereitgestellt. epay21.Invoice sorgt für die Online-Bezahlung von Rechnungen und Abgabenbescheiden.
- Mit dem Modul geka21 (Gebührenkasse) werden kostenpflichtige Leistungen von den einzelnen Fachverfahren (z. B. Melde- und Passwesen) automatisiert an die Gebührenkasse übergeben. Die Leistungen können direkt innerhalb von emeld21/VOIS gebucht und kassiert werden. geka21unterstützt zahlreiche Zahlungsformen, unter anderem EC-Kartenzahlung, Anbindung von Kassenautomaten via Webservice, Kassenschaltern, Kassenschubladen wie auch den unbaren Zahlungsverkehr durch Kostenbescheide und Rechnungen. Die geka21 ist nicht auf Leistungen der Bürgerbüros beschränkt, sondern kann von der ganzen Verwaltung genutzt werden.[3]

## Software im Bereich Bauen und Liegenschaftsverwaltung
Zur Verwaltung von Grundstücken, bei der Planung und Durchführung von Baumaßnahmen und der Verwaltung von öffentlichen Liegenschaften werden neben anderen folgende Softwarelösungen angeboten:
- efi21 zur Friedhofsverwaltung mit den Funktionalitäten für Gebühren, Grabarten, Nutzungsrechte und Ruhefristen.
- fund21 zur Fundbüroverwaltung von Fundsachen.
- INGRADA als kommunales geografisches Informationssystem (GIS) INGRADA zur fachübergreifenden Verwaltung von Geoinformationen aus den Bereichen Ver- und Entsorgung, Stadtverwaltung, Stadtplanung, Liegenschaften, Infrastrukturvermögen, Verkehr und Umwelt.
- webFLUR ist ein Liegenschaften-Informationssystem für Kommunalverwaltungen, das Flurstücke und zugehörige Eigentumsverhältnisse gemäß den amtlichen Vorgaben verknüpft, anzeigt und grafisch darstellt. Grundlage sind ALKIS-Daten der Hessischen Verwaltung für Bodenmanagement und Geoinformation (HVBG). Mit der Cloud-Lösung lassen sich auf dieser Basis Grundstücks- und Hausakten digital verwalten und bearbeiten.[4]

## Weitere ekom21-Lösungen
Zu dem Produktportfolio von fünfzig Fachverfahren gehören IT-Lösungen für die verschiedensten Verwaltungsaufgaben in den Bereichen Bürgerservice, Jugendamt, Kindertagesstättenverwaltung, Sozialwesen und Wohnungswesen. Im Bereich der kommunalen Verwaltungsaufgaben werden Produkte zur Darlehensverwaltung, der Inventarisierung, zum Kommunalen Gesamtabschluss, Kontrolle von Zahlungseingängen, Rechnungswesen, Budgetierung, Outputorientierung, Veranlagung kommunaler Steuern, Gebühren und Abgaben, Zweitwohnungssteuer und Zählermanagement angeboten. In dem Bereich Öffentliche Sicherheit und Ordnung werden die behördenübergreifenden Anbindungen von Drittsystemen an ekom21 deutlich. Für die Bevölkerung sind die folgenden Anwendungen unmittelbar relevant:
- Das LaIF ist ein Informationssystem für Fahrerlaubnisbehörden und unterstützt die Prozesse der Vorgangsbearbeitung in den Fahrerlaubnisbehörden für die Kommunikation mit Registern (ZFER, FAER) und Behörden (KBA) sowie die Bestellung von Führerscheinen bei der Bundesdruckerei. Mit dem Verfahren können unter anderem Anträge von Fahrschulen elektronisch übernommen und bearbeitet werden. LaIF bildet sämtliche in der Führerscheinstelle anfallenden Bearbeitungsvorgänge ab.
- Seit 16. November 2021 kann über das Modul civento in Mannheim und im Main-Taunus-Kreis ein Führerschein komplett digital beantragt werden. Baden-Württemberg nutzt hierfür als erstes Bundesland in Deutschland den in Hessen entwickelten digitalen Führerscheinantrag (Erstantrag).
- kfz21 ist ein Zulassungsverfahren für Aufgabenbereiche einer Kraftfahrzeug-Zulassungsbehörde. Darunter fallen sowohl die Prozesse während des Publikumsverkehrs als auch nachgelagerte Verwaltungsarbeiten, angefangen bei Zulassungen und Umschreibungen bis hin zur Sachbearbeitung. Elektronische Kommunikation und automatischer Datenaustausch mit angeschlossenen Behörden vereinfachen die Abwicklung in den Zulassungsbehörden, auch im Bereich Flottenzulassung.
- owi21 ist ein Standardverfahren für Ordnungswidrigkeiten aller Art. Ordnungsbehörden bearbeiten Vorgänge mittels elektronischer Akte für alle eingegangenen und versandten Dokumente. Parallel dazu bietet owi21 die ZEVIS-Online-Abfrage der Fahrzeug- und Halterdaten, den Datenabgleich mit Melderegistern über XMeld oder Rechtsbehörden über XJustiz und integriert mobil erfasste Daten. Die owi21-Online-Anhörung bietet Betroffenen schließlich Einsicht in Verfahren und Beweismittel sowie die Möglichkeit, sich zum Tatvorwurf direkt im mehrsprachigen Internet-Portal zu äußern.[5]